# フェリペ・バスケス
フェリペ・ハビアー・バスケス（Felipe Javier Vázquez, 1991年7月25日 - ）は、ベネズエラ・ヤラクイ州サン・フェリペ出身のプロ野球選手（投手）。左投左打。
2018年4月まで本名をフェリペ・リベロ（Felipe Rivero）としていた。愛称は「ナイトメア」。

## 経歴

### プロ入りとレイズ傘下時代
2008年7月30日にタンパベイ・レイズと契約してプロ入り。
2009年に傘下のルーキー級ベネズエラン・サマーリーグ・レイズでプロデビュー。16試合に登板して6勝4敗1セーブ、防御率3.74、25奪三振を記録した。
2010年もルーキー級ベネズエラン・サマーリーグでプレーし、14試合（先発9試合）に登板して3勝3敗2セーブ、防御率2.09、44奪三振を記録した。
2011年からは渡米し、この年はアパラチアンリーグのルーキー級プリンストン・レイズでプレーした。14試合（先発12試合）に登板して3勝3敗、防御率4.62、57奪三振を記録した。
2012年はA級ボーリンググリーン・ホットロッズでプレーし、27試合（先発21試合）に登板して8勝8敗、防御率3.41、98奪三振を記録した。同年のオールスター・フューチャーズゲームに選出された。オフの11月20日に40人枠入りを果たした。
2013年はA+級シャーロット・ストーンクラブズでプレーし、25試合（先発23試合）に登板して9勝7敗、防御率3.40、91奪三振を記録した。

### ナショナルズ時代
2014年2月13日にネイサン・カーンズとのトレードで、ホセ・ロバトン、ドリュー・ベッテルソンと共にワシントン・ナショナルズへ移籍した。

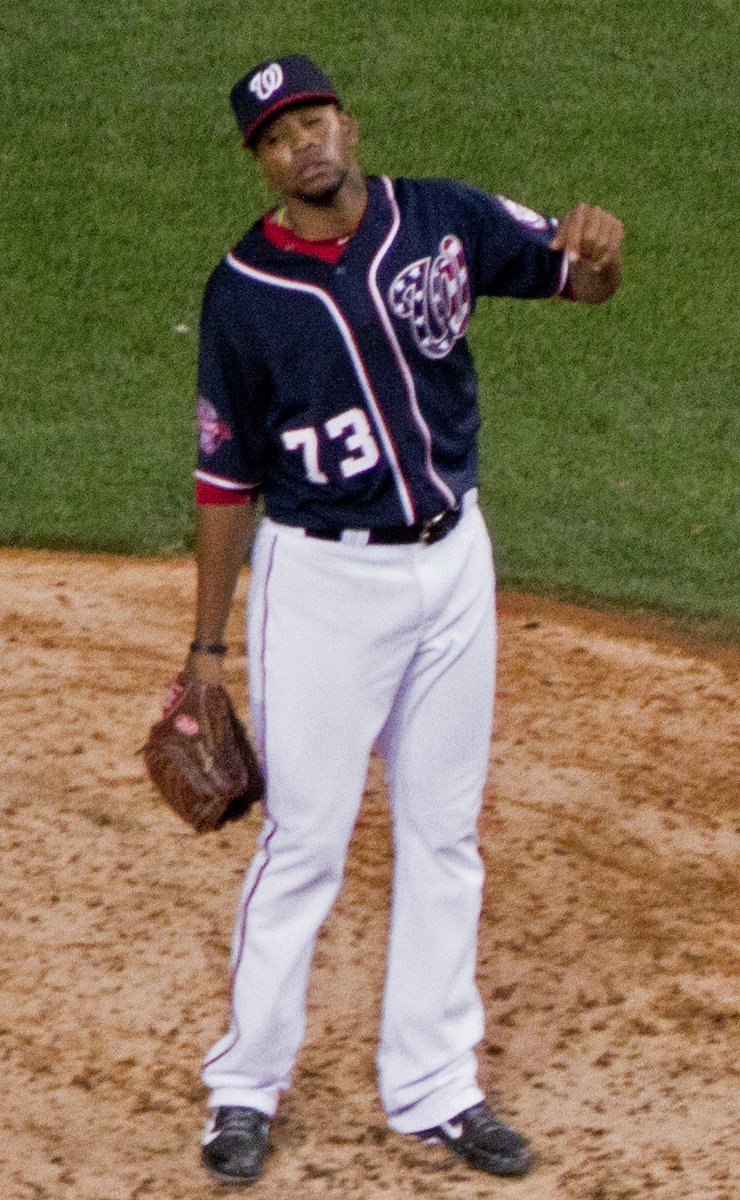
ワシントン・ナショナルズ時代
(2015年4月17日)

2014年は傘下のAA級ハリスバーグ・セネターズで開幕を迎えたが、調整のために一時的にルーキー級ガルフ・コーストリーグ・ナショナルズとA級ヘイガーズタウン・サンズに降格となった。3球団合計で14試合に先発登板して2勝7敗、防御率3.35、50奪三振を記録した。
2015年は開幕をAAA級シラキュース・チーフスで迎えた。4月16日にメジャー初昇格を果たし、翌17日のフィラデルフィア・フィリーズ戦でメジャーデビュー。この年はルーキーながら49試合でマウンドに登り、防御率2.79、WHIP0.95という好成績をマーク。抑えで登板する機会もあって2セーブを挙げ、新人らしからぬピッチングでブルペンの一角を支えた。
2016年はリリーフ陣の主力の1人として起用され、移籍するまでに47試合に登板し、0勝3敗1セーブ、防御率4.53、WHIP1.17という成績だった。敗戦が先行し防御率も悪化したが、49.2回を投げて53奪三振を記録し（奪三振率9.6）、三振奪取能力を見せた。

### パイレーツ時代
2016年7月30日にマーク・マランソンとのトレードで、テイラー・ハーンと共にピッツバーグ・パイレーツへ移籍した。移籍後は28試合にリリーフ登板して1勝3敗、防御率3.29、WHIP1.50を記録。奪三振率は12.8をマークした一方、四球も多く与四球率5.9を記録した。またシーズン通算成績は、リーグ8位タイとなる75試合に登板し、1勝6敗1セーブ、防御率4.09、WHIP1.29、与四球率3.9、奪三振率10.8という内容だった。
2017年は中継ぎとして素晴らしい成績を収め、シーズン途中からはクローザーを任され、オールスターにも初選出された。73試合に登板して5勝3敗21セーブ、防御率1.67、WHIP0.89と自己最高の成績を挙げた。
2018年1月17日、2021年までの4年総額2200万ドルで契約延長した（2022年・2023年はそれぞれ1000万ドルの球団側オプション）。シーズン開幕直後の4月10日、登録名ではなく本名を「フェリペ・バスケス」に改名したと報道された。「バスケス」は姉（あるいは妹）であるプレシラの姓だという。その際に「僕の名前が入ったもの（レプリカユニフォームを指していると思われる）を買ってくれたすべてのファンに謝りたい…」とも語っている。この年は70試合に登板して4勝2敗37セーブ、防御率2.70と好成績を挙げた。
2019年は4月7日のシンシナティ・レッズ戦で乱闘に参加し、退場処分を受けた。前半戦を2勝1敗20セーブ、防御率2.11で折り返し、オールスターゲームに代替選出された。後半戦も圧巻の成績を残していたが、9月10日にクラブハウスで同僚のカイル・クリックと喧嘩になり、クリックは右手人差し指を負傷して手術を受けることとなりシーズンを終えた。また9月17日には、未成年者との淫行容疑で逮捕されたことが報じられた。この年はここまで56試合に登板して5勝1敗28セーブ、防御率1.65という好成績であった。逮捕以降は制限リストに登録されたことにより、試合には出場できない。
2021年8月17日に禁固2年から4年の実刑判決が下り収監された。
2023年3月13日、ペンシルベニア州高等裁判所が控訴を棄却した。12月1日、アメリカ合衆国移民・関税執行局により強制送還を命じられ、母国ベネズエラに帰国した。

## 投球スタイル
速球は、最速102.6mph（約165.1km/h）・平均98.5mph（約158.5km/h）を計測する。

## 詳細情報

### 年度別投手成績
| 年 度    | 球 団    | 登 板 | 先 発 | 完 投 | 完 封 | 無 四 球 | 勝 利 | 敗 戦 | セ 丨 ブ | ホ 丨 ル ド | 勝 率 | 打 者 | 投 球 回 | 被 安 打 | 被 本 塁 打 | 与 四 球 | 敬 遠 | 与 死 球 | 奪 三 振 | 暴 投 | ボ 丨 ク | 失 点 | 自 責 点 | 防 御 率 | W H I P |
| -------- | -------- | ----- | ----- | ----- | ----- | -------- | ----- | ----- | -------- | ----------- | ----- | ----- | -------- | -------- | ----------- | -------- | ----- | -------- | -------- | ----- | -------- | ----- | -------- | -------- | ------- |
| 2015     | WSH      | 49    | 0     | 0     | 0     | 0        | 2     | 1     | 2        | 6           | .667  | 189   | 48.1     | 35       | 2           | 11       | 2     | 1        | 43       | 2     | 1        | 15    | 15       | 2.79     | 0.95    |
| 2016     | WSH      | 47    | 0     | 0     | 0     | 0        | 0     | 3     | 1        | 16          | .000  | 203   | 49.2     | 43       | 3           | 15       | 2     | 5        | 53       | 1     | 0        | 26    | 25       | 4.53     | 1.17    |
| 2016     | PIT      | 28    | 0     | 0     | 0     | 0        | 1     | 3     | 0        | 10          | .250  | 124   | 27.1     | 23       | 3           | 18       | 1     | 0        | 39       | 2     | 0        | 13    | 10       | 3.29     | 1.50    |
| '16計    | PIT      | 75    | 0     | 0     | 0     | 0        | 1     | 6     | 1        | 26          | .143  | 327   | 77.0     | 66       | 7           | 33       | 3     | 6        | 92       | 3     | 0        | 39    | 35       | 4.09     | 1.29    |
| 2017     | PIT      | 73    | 0     | 0     | 0     | 0        | 5     | 3     | 21       | 14          | .625  | 300   | 75.1     | 47       | 4           | 20       | 0     | 4        | 88       | 2     | 1        | 19    | 14       | 1.67     | 0.89    |
| 2018     | PIT      | 70    | 0     | 0     | 0     | 0        | 4     | 2     | 37       | 0           | .667  | 296   | 70.0     | 63       | 4           | 24       | 2     | 1        | 89       | 3     | 0        | 24    | 21       | 2.70     | 1.24    |
| 2019     | PIT      | 56    | 0     | 0     | 0     | 0        | 5     | 1     | 28       | 0           | .833  | 236   | 60.0     | 43       | 5           | 13       | 0     | 4        | 90       | 3     | 0        | 12    | 11       | 1.65     | 0.93    |
| MLB：5年 | MLB：5年 | 323   | 0     | 0     | 0     | 0        | 17    | 13    | 89       | 46          | .567  | 1348  | 330.2    | 254      | 22          | 101      | 7     | 16       | 402      | 13    | 2        | 109   | 96       | 2.61     | 1.07    |

- 2023年度シーズン終了時

### 年度別守備成績
| 年 度 | 球 団 | 投手（P） | 投手（P） | 投手（P） | 投手（P） | 投手（P） | 投手（P） |
| 年 度 | 球 団 | 試 合     | 刺 殺     | 補 殺     | 失 策     | 併 殺     | 守 備 率  |
| ----- | ----- | --------- | --------- | --------- | --------- | --------- | --------- |
| 2015  | WSH   | 49        | 2         | 8         | 0         | 0         | 1.000     |
| 2016  | WSH   | 47        | 1         | 8         | 1         | 1         | .900      |
| 2016  | PIT   | 28        | 0         | 4         | 0         | 1         | 1.000     |
| '16計 | PIT   | 75        | 1         | 12        | 1         | 2         | .929      |
| 2017  | PIT   | 73        | 5         | 13        | 1         | 0         | .947      |
| 2018  | PIT   | 70        | 2         | 5         | 1         | 0         | .875      |
| 2019  | PIT   | 56        | 0         | 5         | 0         | 0         | 1.000     |
| MLB   | MLB   | 323       | 10        | 43        | 3         | 2         | .946      |

- 2023年度シーズン終了時

### 記録
MiLB
- オールスター・フューチャーズゲーム選出：1回（2012年）

MLB
- MLBオールスターゲーム選出：2回（2018年 - 2019年）

### 背番号
- 73（2015年 - 2019年）